# Serra do Bom Sucesso
A Serra do Bom Sucesso é uma formação geográfica localizada no município de Ipecaetá, no estado da Bahia, Brasil. Conta com uma altitude máxima de 598 metros e proeminência topográfica de 365 metros.